# Виннуфоссен
Виннуфоссен (норв. Vinnufossen) — водопад в Норвегии, самый высокий в Европе и шестой по высоте в мире.
Водопад находится восточнее села Сунндалсёра, что в коммуне Сунндал в фюльке Мёре-ог-Ромсдал. Общая высота водопада составляет, в зависимости от методики измерений, от 420 до 860 м. У водопада несколько уровней, наибольшая высота свободного падения воды — 420 м. Находится на реке Винну.